# Fallkäfer

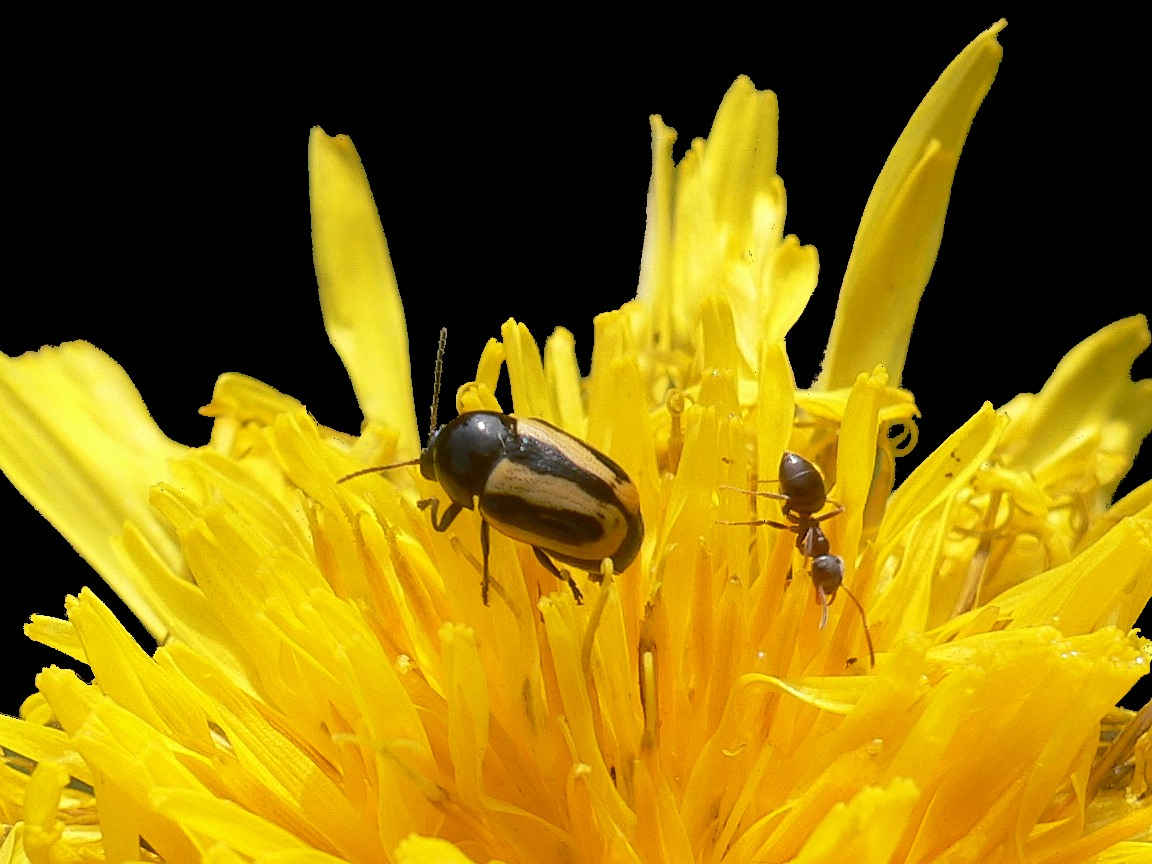
Gebänderter Fallkäfer (Cryptocephalus vittatus)

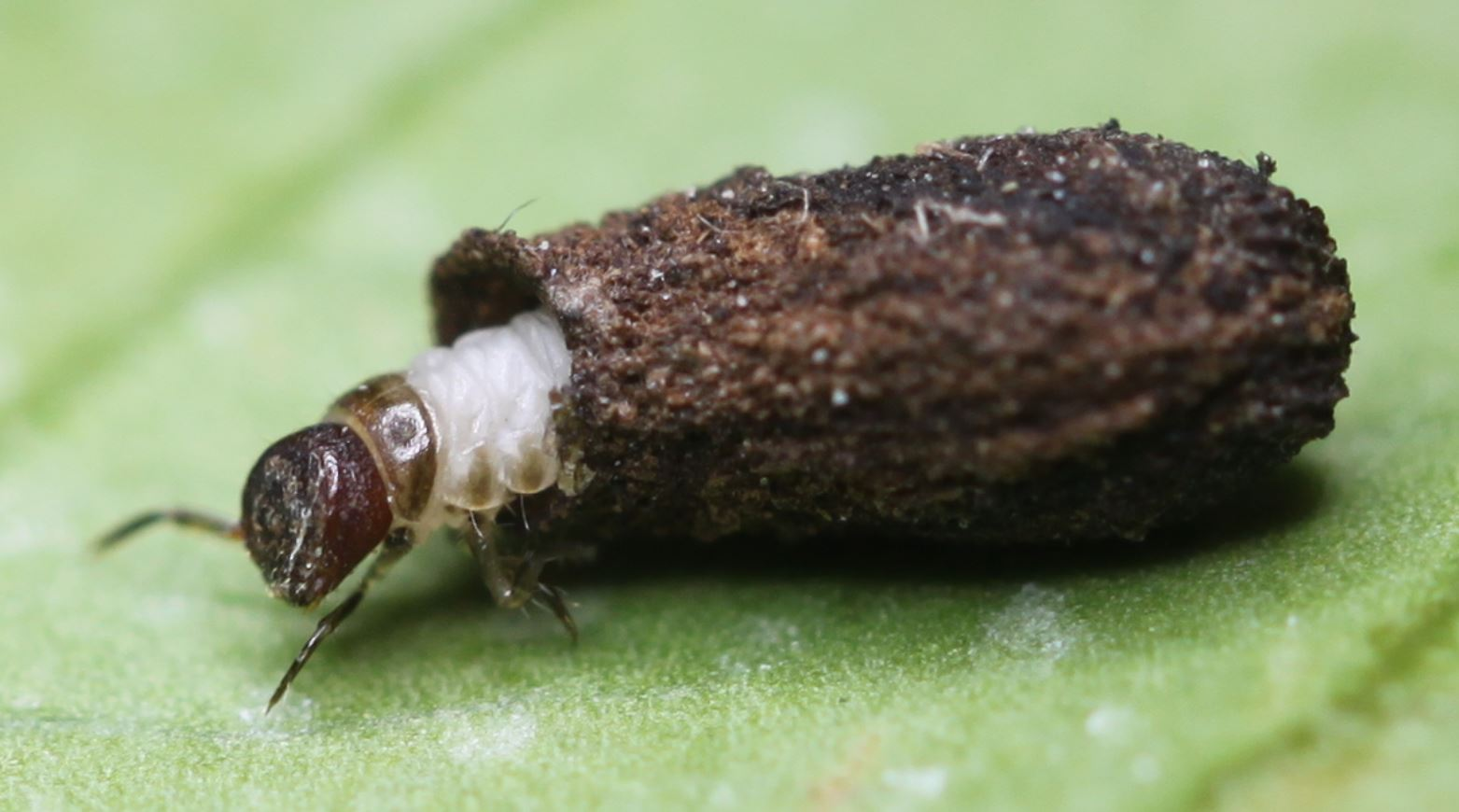
Larve mit Larvensack

Die Fallkäfer (Cryptocephalinae) sind eine Unterfamilie aus der Familie der Blattkäfer (Chrysomelidae). Sie kommen in Europa mit 308 Arten und Unterarten vor. Der Name „Fallkäfer“ nimmt darauf Bezug, dass die Käfer sich bei Störung unvermittelt fallen lassen.

## Merkmale
Die Käfer haben einen gedrungenen Körperbau und meist eine sehr auffällige metallisch glänzende oder bunte Färbung. Dabei sind Halsschild und Deckflügel oft unterschiedlich gefärbt. Die Fühler sind lang und fadenförmig, der Kopf ist senkrecht nach unten gerichtet. Der Hinterrand des Halsschildes ist gezähnt. Die Hüften (Coxae) der Vorderbeine sind durch den Ansatz des Prothorax voneinander getrennt. 

## Lebensweise
Fallkäfer ernähren sich von den Blättern ihrer Wirtspflanzen, seltener auch von Blütenpollen. Ihre Larven leben im Bodenstreu und fressen Detritus (zerfallene organische Substanzen), normalerweise die abgefallenen Blätter ihrer Wirtspflanze, oder seltener auch frische Blätter. Sie leben, vor Feinden geschützt, in einem Gehäuse aus Kot und Sekret. Bei Gefahr können sie sich vollständig in diesen schützenden Mantel zurückziehen. Sie verpuppen sich auch in ihrem Gehäuse.

## Systematische Einteilung
Die weltweit verbreitete Unterfamilie der Fallkäfer umfasst 5300 Arten in 127 Gattungen. Sie wird in drei Triben unterteilt, zu denen auch die beiden früher oft als eigenständige Unterfamilien betrachteten Clytrinae (heute Clytrini) und Chlamisinae (heute Fulcidacini) zählen.
- Cryptocephalini mit mehr als 3500 Arten kommen weltweit vor. Untertriben sind:
  - Achaenopina
  - Cryptocephalina
  - Monachulina
  - Pachybrachina
  - Stylosomina
- Clytrini umfassen mehr als 1300 Arten in der Nearktis, Palaearktis, Neotropis, Afrotropis, Orientalis und Australis.[4] Die größte Artenvielfalt liegt bei den Clytrini in Südamerika, Afrika und Asien. Es gibt sie kaum in der Karibik und in Australien, in Neuseeland fehlen sie ganz. Die Clytrini bestehen aus sechs Untertriben, die drei größten sind:
  - Clytrina
  - Megalostomina
  - Babiina
- Fulcidacini, früher Chlamisini oder als Unterfamilie Chlamisinae genannt, bestehen aus zusammen ungefähr 400 Arten in 11 Gattungen. 80 % der Arten sind in der Neotropis beheimatet, das restliche Fünftel lebt verstreut auf allen Kontinenten außer der Antarktis.[5]

### Europäische Arten (Auswahl)
- Clytra laeviuscula Ratzeburg, 1837 – Ameisen-Sackkäfer
- Coptocephala unifasciata (Scopoli, 1763)
- Cryptocephalus bilineatus (Linnaeus, 1758) – Zweiliniger Fallkäfer
- Cryptocephalus bipunctatus (Linnaeus, 1758) – Zweipunktiger Fallkäfer
- Cryptocephalus cordiger (Linnaeus, 1758) – Herzfleckiger Kapuzen-Blattkäfer
- Cryptocephalus coryli (Linnaeus, 1758)
- Cryptocephalus crassus
- Cryptocephalus flavipes Fabricius, 1781
- Cryptocephalus globicollis
- Cryptocephalus moraei (Linnaeus, 1758) – Querbindiger Fallkäfer
- Cryptocephalus nitidus (Linnaeus, 1758)
- Cryptocephalus ocellatus Drapiez, 1819
- Cryptocephalus parvulus
- Cryptocephalus quinquepunctatus (Scopoli, 1763) – Fünfpunkt-Fallkäfer
- Cryptocephalus sericeus (Linnaeus, 1758) – Seidiger Fallkäfer oder Grünblauer Fallkäfer
- Cryptocephalus trimaculatus Rossi, 1790
- Cryptocephalus violaceus
- Cryptocephalus vittatus Fabricius, 1775 – Gebänderter Fallkäfer
- Labidostomis longimana
- Labidostomis tridentata
- Macrolenes dentipes
- Pachybrachys hieroglyphicus Laicharting, 1781 – Hieroglyphen-Scheckenkäfer
- Smaragdina aurita (Linnaeus, 1767)
- Tituboea biguttata (G.A. Olivier, 1791)